# 阿恩施皮茨山脈

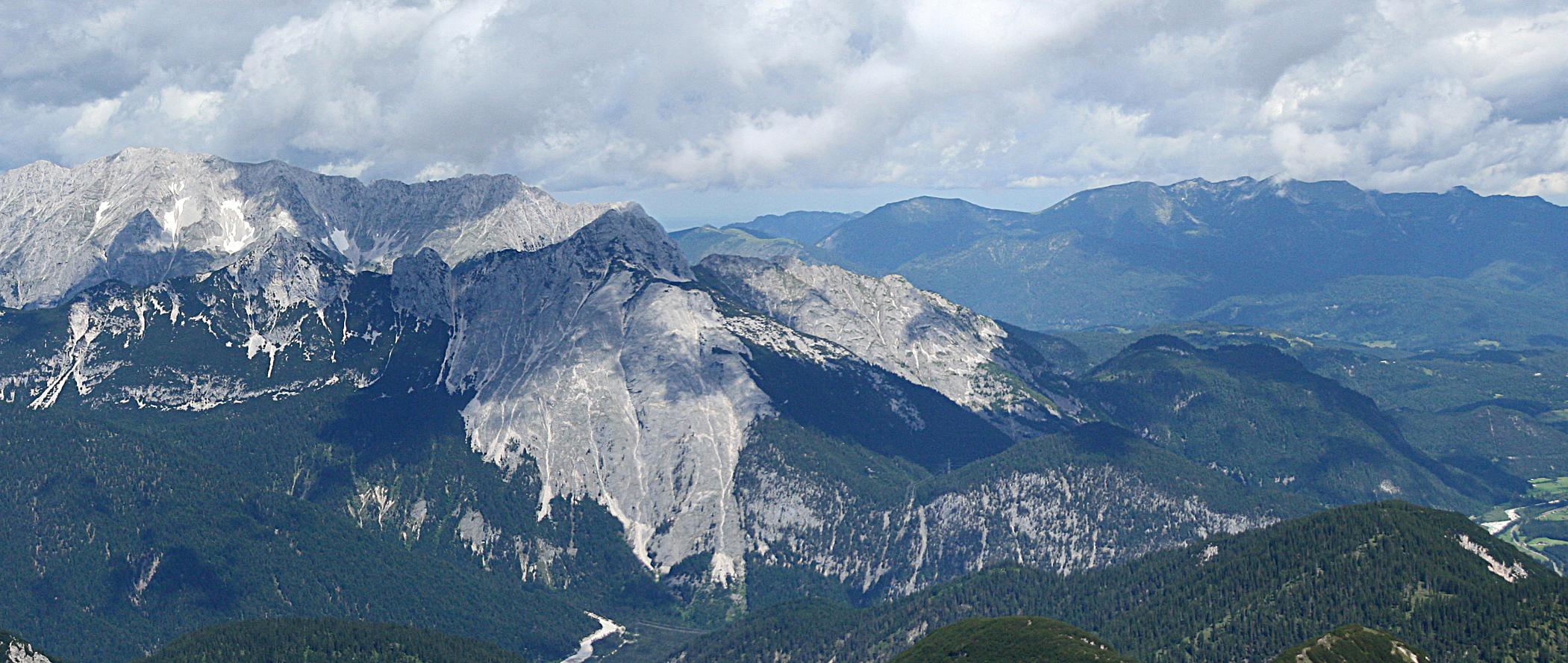

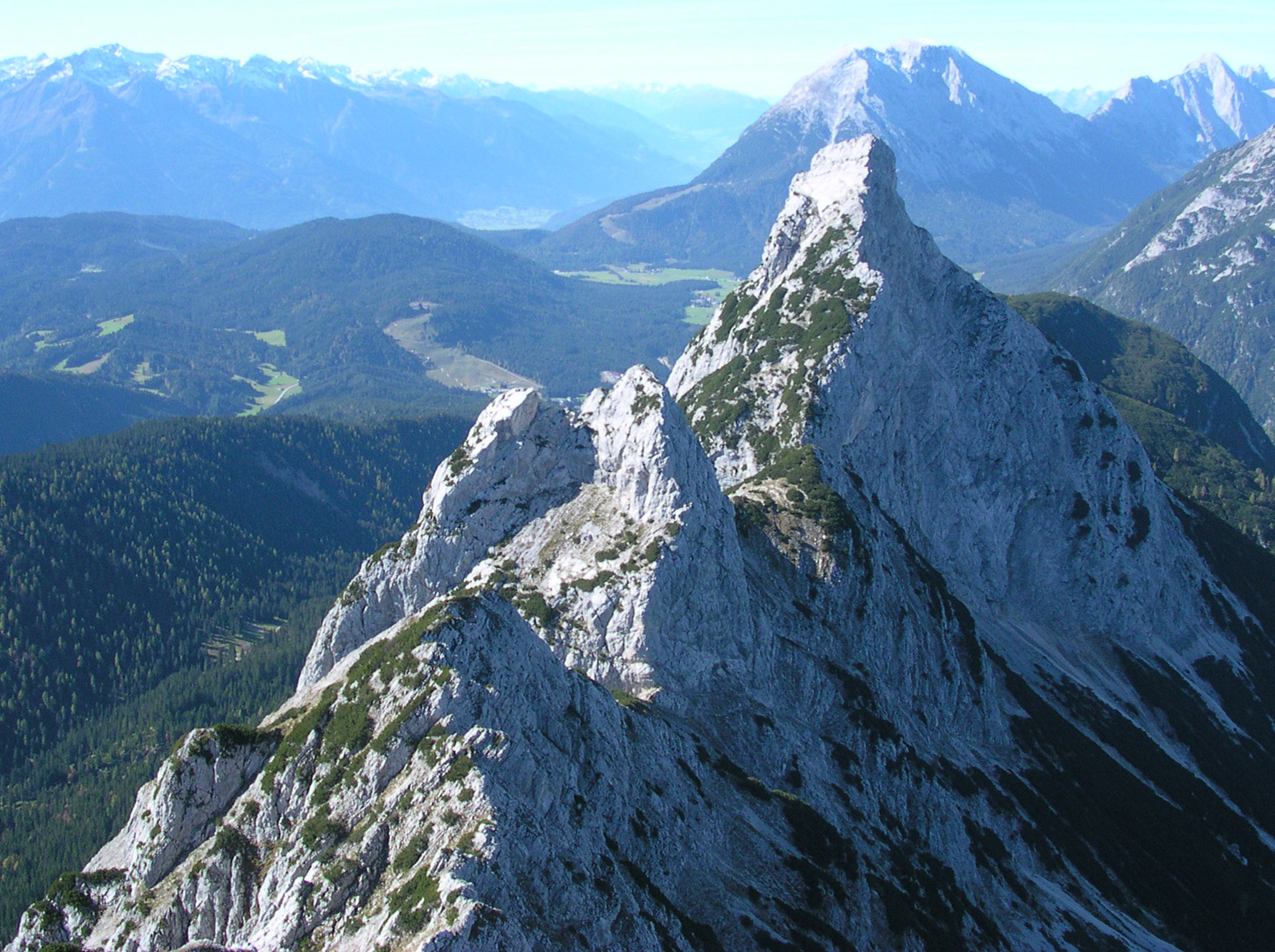

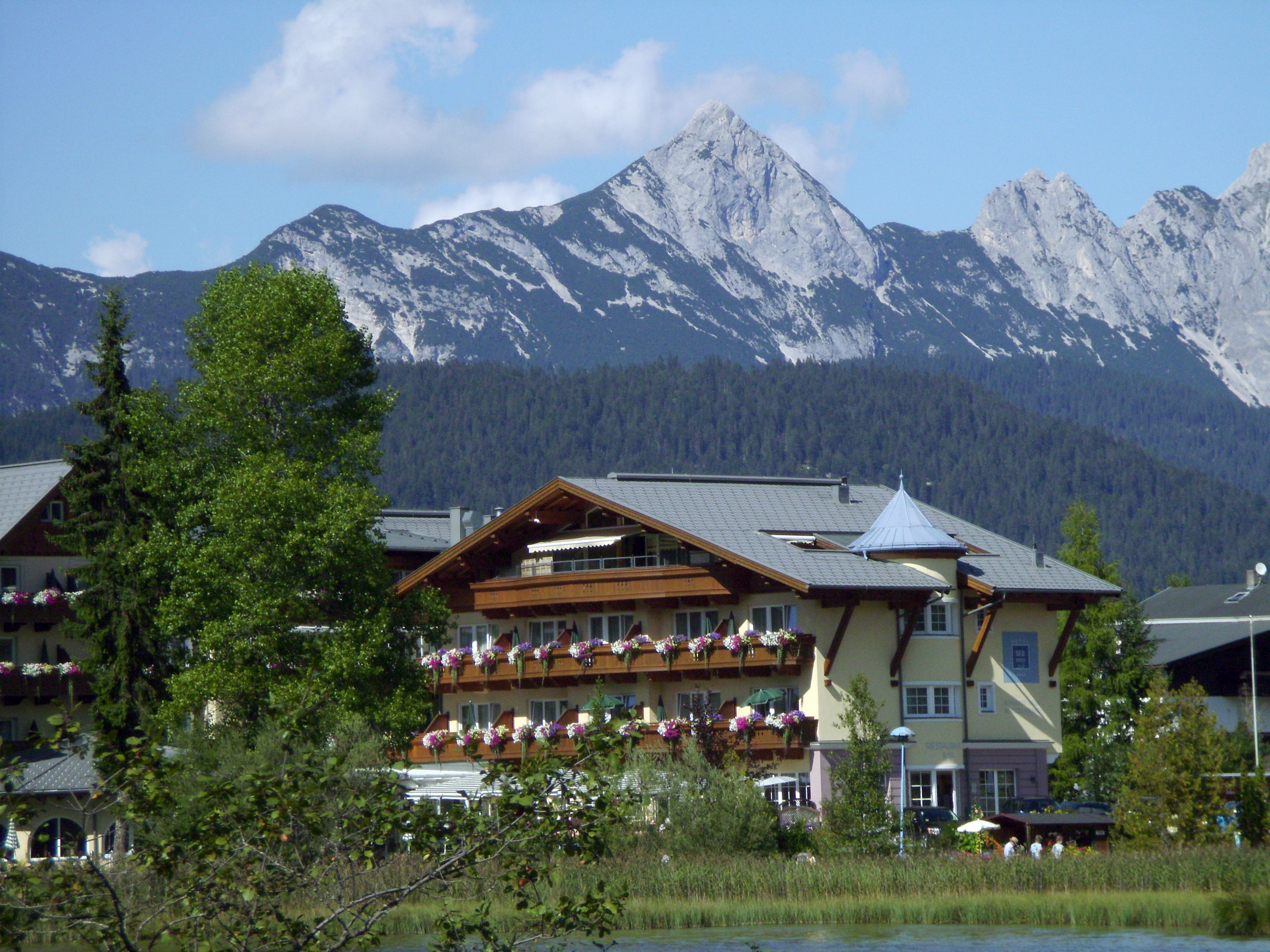

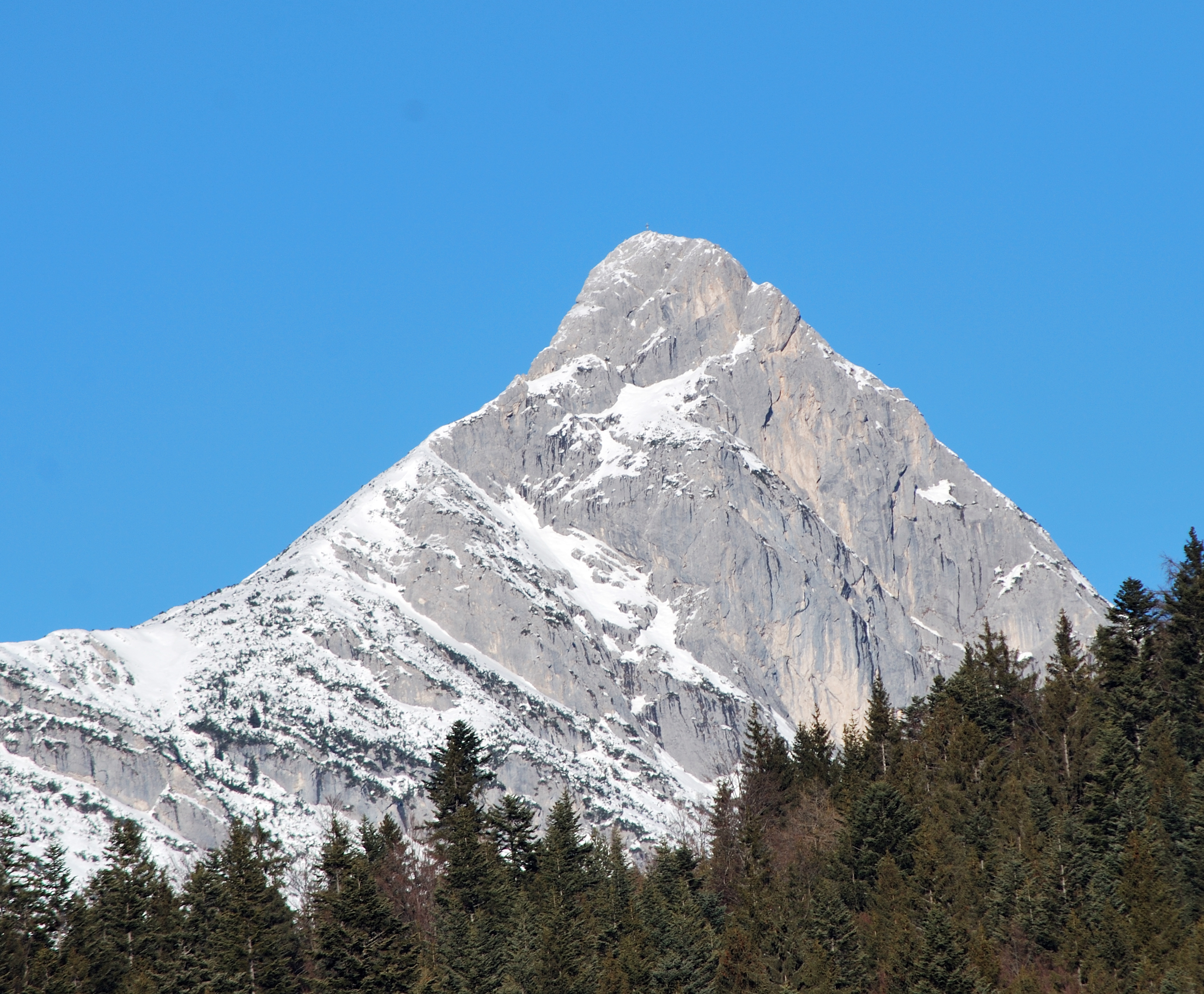

阿恩施皮茨山脈（德語：Arnspitzgruppe）是歐洲的山脈，是北石灰岩山脉的一部分，橫跨德國巴伐利亞和奧地利蒂羅爾州，全長10公里，最高點海拔高度2,196米。

## 外部連結
- hiking tour description （页面存档备份，存于） （德文）